# ニュース朝いち430
『ニュース朝いち430』（ニュースあさいちよんさんまる）は、2001年10月1日から2006年3月31日に、日テレNEWS24（旧・NNN24）制作で日テレNEWS24（CS放送）・日本テレビ系列（NNN）・BS日テレで放送された、早朝のニュース・情報番組である。

## 概要
2001年10月改編を実施するまで、日本テレビでは4:50までNNN24を放送し、5分間のミニ番組を挟んだ4:55から『あさ天5』を放送していた。NNN24は4:30まで『ミッドナイトジャーナル』、4:30から『朝いちニュース430（旧・スーパーモーニングライブ）』として放送していたが、事実上朝8時まで翌日未明1時のニュース（『NNNきょうの出来事』の再構成）の再放送を繰り返し放送していた。
この改編で『あさ天5』が『ジパングあさ6』と『ズームイン!!朝!』とともに『ズームイン!!SUPER』に発展解消、5時30分スタートになったことで、新たに本番組が編成されることとなった。番組名はその名のとおり4時30分開始であることに由来する。日本テレビ（地上波）の番組でありながら、制作をNNN24（2005年12月より日テレNEWS24）が行うことで、日本テレビ本体の効率的な運営を目指す一面もあった。
2001年10月より2002年3月までは、メインキャスターは日本テレビアナウンサーではなく、フリーアナウンサーの原元美紀。2002年4月のリニューアル時よりメインキャスターの日本テレビ若手アナウンサーをサブキャスターの中田有紀と天気担当の藤森涼子・中嶋美年子が支える体制に変わった。この構成は、若手アナウンサーの育成を兼ねたものでもある（『Oha!4』もこれを踏襲）。
NNN24が「日テレNEWS24」に名称変更した2005年12月1日、番組表上ではこの番組が「日テレNEWS24」としての初放送となっていたが、実際は朝7時からの「ニュース15min」が初放送だった。なお「日テレNEWS24」となってからNTV NEWS 24と表記してある。
2006年4月3日より番組タイトルを『Oha!4 NEWS LIVE』と変更して、4:00 - 5:20の放送にリニューアルした。

## 放送時間
放送時間は、平日の4:30 - 5:30。
日テレNEWS24での放送はもちろん、BS日テレ、地上波では日本テレビと殆どのNNN系列局で放送。一部の系列局（札幌テレビ・読売テレビ、中京テレビなど）では放送時間が短い場合がある。日本テレビ、BS日テレ以外のネット局は衛星受信したものを放送しているため、実際の放送時間より1 - 2秒程度遅れる。オープニングのCG・BGMは一貫して同じものを使用した。日本テレビのみ天気ループと自局での時刻表示があり、NNN24のフィラー放送からそのまま接続し、同番組に入った時点でNNN24の時刻表示から自局での時刻表示に切り替わる。又、日本テレビではCMはスポンサー付きとなっている。日本テレビ以外はNNN24の時刻表示と、途中のCMはNNN24と全く同じCMが流れている。
番組は2部構成で、4:30 - 5:00の「4時台」と5:00 - 5:30の「5時台」があり、日テレNEWS24では4:30からの生放送に加え、5:30から8時まで「5時台」のみを再放送した。また系列局の福島中央テレビでは、4:30からテレビショッピングを放送している為5:00から「5時台」のみの放送となっている （5:00にも挨拶があるのはそのため）。また一部の放送局では別番組を放送するため、「4時台」のみの放送となっている局がある。
日本テレビによる放送設備メンテナンスの都合で放送開始時間が遅れることもある。日本テレビの放送開始時刻が遅れるときは日テレNEWS24・BS日テレと日本テレビをのぞく地上波では通常通り4:30からスタートし、4:30、5:00の通常のオープニングとは別に途中で日本テレビ向けのオープニングを放送し、「放送設備のメンテナンスのため一部の地域ではこの時間からの放送です。」と述べる。逆に日本テレビが早く終わるときは「きょうは一部の地域をのぞいてこの辺で失礼します。」と述べた。早く終わる理由としては、5:00から総選挙などによる政見放送を放送するため、というのが多い。なおこのような飛び乗り向けオープニング、飛び降り向けエンディングがあるのは日本テレビのみ。なお、BS日テレではメンテナンスのため月曜日の放送が不定期で休止される事がある。

## 出演者
| 期間       | 期間       | メイン     | メイン     | メイン     | サブ                       | 天気                         | 天気                         |
| 期間       | 期間       | 月・火     | 水・木     | 金         | サブ                       | 月・火                       | 水 - 金                      |
| ---------- | ---------- | ---------- | ---------- | ---------- | -------------------------- | ---------------------------- | ---------------------------- |
| 2001.10.1  | 2002.3.29  | 原元美紀   | 原元美紀   | 原元美紀   | 阿部哲子 杉上佐智枝 森圭介 | 中嶋美年子 高塚哲広 斎藤義雄 | 中嶋美年子 高塚哲広 斎藤義雄 |
| 2002.4.1   | 2002.9.27  | 阿部哲子   | 山下美穂子 | 山下美穂子 | 中田有紀                   | 藤森涼子                     | 中嶋美年子                   |
| 2002.9.30  | 2003.11.28 | 杉上佐智枝 | 山下美穂子 | 山下美穂子 | 中田有紀                   | 藤森涼子                     | 中嶋美年子                   |
| 2003.12.1  | 2004.11.26 | 杉上佐智枝 | 鈴江奈々   | 杉上佐智枝 | 中田有紀                   | 藤森涼子                     | 中嶋美年子                   |
| 2004.11.29 | 2005.4.1   | 杉上佐智枝 | 山本舞衣子 | 山本舞衣子 | 中田有紀                   | 藤森涼子                     | 中嶋美年子                   |
| 2005.4.4   | 2006.3.31  | 森麻季     | 山本舞衣子 | 山本舞衣子 | 中田有紀                   | 藤森涼子                     | 中嶋美年子                   |

備考
- 原元・中田・中嶋はフリーアナウンサー。高塚・斎藤・藤森はNNN24の地上波非サイマルパートにも出演する気象予報士、その他は出演当時の者を含めて全員日本テレビアナウンサー。
- 原元がメインキャスター時代のサブキャスター・お天気キャスターについては出演曜日など詳細不明。
- 2005年1月から3月まで、杉上は水・木曜日の『スポーツMAX』を担当していたため、全曜日通しでの出演ができず、代役のやり繰りに苦心することとなった。
- 代役は基本的に日本テレビアナウンサーが担当したが、過去のキャスターも出演者の都合により代役として出演することがあった。
- 山本・中田・藤森・中嶋は『Oha!4 NEWS LIVE』も続投。

## 最終回時点のタイムテーブル
- 4:30 - オープニング
- 4:32 - 最新のニュース
- 4:44 - 最新の天気
- 4:47 - 朝いちSPORTS
- 4:53 - 週間430ランキング
- 4:55 - 日替わりコーナー
  - 月曜：いちおし
  - 火曜：蔵出しニュース
  - 水曜：さきどり
  - 木曜：舞衣子の発見伝
  - 金曜：イチオシネマ
- 4:59 - 朝いちヘッドライン
- 5:00 - 最新のニュース
- 5:07 - 朝○info
- 5:08 - （気象庁5時発表）とれたて天気
- 5:09 - 
  - 月曜：地球アラカルト
  - 火 - 金曜：LIVE ON NEWYORK
- 5:15 - 最新の天気
- 5:17 - 朝いちSPORTS
- 5:25 - 最新の天気
- 5:28 - エンディング

日替わりコーナーは、放送開始前のNNN24『モーニングライブ』（8:00 - 11:30）で日替わりコーナーを放送していた名残り。初期は全曜日「蔵出しニュース」だった。『430』の日替わりコーナーは『モーニングライブ』でも再放送されていた。
NY支局中継は本番組で開始したコーナーで、NY中継は『Oha!4』に引き継がれる（現在は廃止されている）。

## ネット局
- ◎印…同時フルネット
- ○印…同時フルネット（CS再送信ネット）
- △…同時ネット（途中までCS再送信ネット）
- ×印…非ネット

| 放送対象地域  | 放送局                                   | 4時台 月曜 - 金曜 4:30 - 5:00        | 5時台 月曜 - 金曜 5:00 - 5:30 | 備考                                                                 |
| ------------- | ---------------------------------------- | ------------------------------------ | ----------------------------- | -------------------------------------------------------------------- |
| 日本全国      | 日テレNEWS24 『ニュース朝いち430』制作局 | ◎                                    | ◎                             | 5:30 - 7:00にリピート放送を別途放送。                                |
| 岩手県        | テレビ岩手                               | ○                                    | ○                             |                                                                      |
| 宮城県        | ミヤギテレビ                             | ○                                    | ○                             |                                                                      |
| 関東広域圏    | 日本テレビ                               | ◎                                    | ◎                             |                                                                      |
| 静岡県        | 静岡第一テレビ                           | ○                                    | ○                             | モノステレオ放送                                                     |
| 長野県        | テレビ信州                               | ○                                    | ○                             | 日テレNEWS24のフィラーは実施していない                               |
| 中京広域圏    | 中京テレビ                               | ○                                    | ○                             | 実際は5:29まで放送                                                   |
| 香川県 岡山県 | 西日本放送                               | ○                                    | ○                             | 日テレNEWS24のフィラーは実施していない                               |
| 広島県        | 広島テレビ                               | ○                                    | ○                             |                                                                      |
| 愛媛県        | 南海放送                                 | ○                                    | ○                             |                                                                      |
| 山口県        | 山口放送                                 | ○                                    | ○                             |                                                                      |
| 福岡県        | 福岡放送                                 | ○                                    | ○                             |                                                                      |
| 熊本県        | くまもと県民テレビ                       | ○                                    | ○                             |                                                                      |
| 近畿広域圏    | 読売テレビ                               | ○                                    | 5:00 - 5:18                   |                                                                      |
| 山形県        | 山形放送                                 | ○                                    | ×                             |                                                                      |
| 山梨県        | 山梨放送                                 | ○                                    | ×                             |                                                                      |
| 新潟県        | テレビ新潟                               | ○                                    | ×                             |                                                                      |
| 青森県        | 青森放送                                 | 月・火曜日 ○ 水 - 金曜日 4:30 - 4:55 | ×                             | 実際には月・火曜日は4:57まで、 水 - 金曜日は4:52まで、それぞれ放送。 |
| 北海道        | 札幌テレビ                               | 4:30 - 4:53                          | ×                             |                                                                      |
| 高知県        | 高知放送                                 | 4:30 - 4:55                          | ×                             |                                                                      |
| 徳島県        | 四国放送                                 | 月曜日 × 火 - 金曜日 ○               | ×                             |                                                                      |
| 福島県        | 福島中央テレビ                           | ×                                    | ○                             |                                                                      |
| 日本全国      | BS日テレ                                 | ○                                    | ○                             | モノステレオ放送                                                     |

※日本テレビ以外の地上波・BS日テレは日テレNEWS24(CS)の再送信によってネット。
※尚、全部放送する局では事実上この番組から定時放送開始となり、フィラーにはならない。
※放送されていない地域や途中で飛び乗り、飛び降りの地域でも日テレNEWS24またはBS日テレ（不定期に休止となる月曜を除く。）を通じればフルで番組を視聴できる。
※番組編成によりフルネット局でも途中で飛び乗り、飛び降りの場合がある。またスポーツ中継の延長などで番組の放送時間が大幅に繰り下がった場合、編成の都合上急遽ネットされない場合もある。
※札幌テレビでは朝6生ワイドを放送するため、4時53分飛び降り。
※静岡第一テレビでは2004年9月までは5時で飛び降りてTVショッピングを放送していたが、2004年10月からは全部放送するようになった。
※テレビ新潟は5時で飛び降り、テレビショッピングを放送。
※読売テレビはゲツキン!を放送するため、5時18分飛び降り。